# Lijst van Schiedammers
Dit is een lijst van Schiedammers. Het betreft personen uit de Nederlandse plaats Schiedam.

## Voor 1700
- Liduina van Schiedam (1380-1433), Nederlands bekendste rooms-katholieke  heilige
- Cornelis Haga (1578-1654), eerste ambassadeur van de Republiek der Verenigde Nederlanden in het Ottomaanse Rijk
- Pieter Coy (onbekend-1629), Nederlands diplomaat
- Jeremias van Vliet (ca. 1602 - 1663), lid V.O.C. en burgemeester van Schiedam
- Adam Pijnacker (1620/1621 - 1673) kunstschilder
- Arij van Bol'es (1695-1776), Stadsarchitect van Schiedam

## 1700-1899
- Jacobus Nolet (1740-1806), patriot en deelnemer aan de Eerste Nationale Vergadering
- Jillis Bruggeman (1750-1803), laatste vanwege zijn homoseksualiteit in Nederland geëxecuteerde persoon
- Ary Voogd (1754-1809), graanhandelaar en politicus
- Engelbertus Lucas (1785-1870), militair en politicus
- Engeltje van der Vlies (1787 - 1853), de vrouw die niet at
- Karel Arnold Poortman (1808-1886), advocaat, notaris en Tweede Kamerlid
- Ary Prins (1816-1867), vicepresident van de Raad van Indië
- Willem Levinus Penning (1840-1924), schrijver en dichter
- Willem Pieter Hendrik Jansen (1858-1941), geestelijke en componist
- Arij Prins (1860-1922), schrijver en fabrikant
- Andries Tak (1864-1934), jurist en procureur-generaal bij de Hoge Raad der Nederlanden.
- Daan van der Zee (1880-1969), schrijver en politicus
- Johannes Hermanus van Dijk (1892-?), onderwijzer, masseur en coach
- Louise Wenckebach-Lau (1893-1967), textielkunstenaar
- Johannes Antonius Marie van Buuren (1884-1970), minister van waterstaat
- Coba Rijneke (1894-1942), pianiste
- Catrinus Mak (1899-1983), predikant

## 1900-1929
- Piet van Stuivenberg (1901-1988), schilder en beeldhouwer
- Arij Smit (1907-1970), bokser
- J.P. Kloos (1905-2001), architect
- Henk Dienske (1907-1945), verzetsstrijder
- Piet Sanders (1912-2012), jurist, ambtenaar, hoogleraar en kunstverzamelaar
- Joop van Woerkom (1912-1998), waterpolospeler
- Bob Slavenburg (1917-1981), Nederlands bridgekampioen
- Dirk Durrer (1918-1984), cardioloog en hoogleraar
- Rinus Gosens (1920-2008), voetballer en voetbaltrainer
- Daan Schwagermann (1920-2023), beeldend kunstenaar en conservator
- Luc van Dam (1920-1976), bokser
- Jan Karel Boissevain (1920-1943), verzetsstrijder
- Gideon Willem Boissevain (1921-1943), verzetsstrijder
- Ton van Duinhoven (1921-2010), acteur en schrijver
- Arnold van Mill (1921-1996), operazanger
- Jan Schrumpf (1921-2007), voetballer
- Wim Meuldijk (1922-2007), schrijver; o.a. bedenker van 'Pipo de Clown'
- Lau van Ravens (1922-2018), voetbalscheidsrechter
- Cock van der Tuijn (1924-1974), voetballer
- Will Gunnewegh (1923), spion
- Theresia van der Pant (1924-2013), beeldhouwster
- Marga Kerklaan (1925-2013), kinderboekenschrijfster, publiciste, programmamaakster
- Aart Geurtsen (1926-2005), advocaat en politicus
- Jacob Vredenbregt (1926-2020), Nederlands-Indonesisch antropoloog, kunstverzamelaar en schrijver
- Jan van Schijndel (1927-2011), voetballer
- Gé Korsten (1927-1999), Zuid-Afrikaanse operazanger

## 1930-1949
- Fries Berkhout (1930-2012), kunstkenner, verzamelaar en mecenas
- Rien Poortvliet (1932-1995), tekenaar en schilder
- Pieter Zandbergen (1933-2018), wiskundige en hoogleraar
- Gerrit Jan (Gé) van Bork (1935-2025), letterkundige
- Stef Meeder (1935-2024), organist
- Jan van Haasteren (1936), striptekenaar
- Robert van der Linden (1936), componist, arrangeur, pianist en muziekpedagoog
- Anne Takens (1938-2013), kinderboeken schrijfster
- Liselot Beekmeijer (1939-1971), actrice
- Maarten Biesheuvel (1939-2020), schrijver, laureaat P.C. Hooft-prijs 2007
- Martin Koomen (1939), documentalist, journalist en schrijver
- Piet Romeijn (1939), voetballer
- Piet de Ruiter (1939-2014), econoom en politicus
- Pieter van Vollenhoven (1939), echtgenoot van prinses Margriet
- Hans Eijkenbroek (1940-2024), voetballer
- Ida Bons (1940), actrice
- Hugh den Ouden (1941), pianist, dirigent, arrangeur en producent
- Rob Grootendorst (1944-2000), taalkundige en hoogleraar
- Coen Poulus (1944), voetballer
- Diet Wiegman (1944), beeldhouwer
- Pauline van der Wildt (1944), zwemster
- Paul Smits (1946), voorzitter AVRO
- Joop Daalmeijer (1946), journalist, omroepdirecteur en programmamaker
- Paul van Gelder (1947-2024), diskjockey
- Peter Schoonhoven (1947), zanger, songwriter en muziekuitgever
- Jan van der Horst (1948), roeier
- Frans Ram (1948), beeldhouwer
- Frank den Butter (1948), hoogleraar
- Johan Stokhof (1949), voormalige nachtburgemeester van Schiedam, organisator van grootschalige evenementen

## 1950-1969
- Herman Heinsbroek (1951), zakenman en politicus
- Willem den Broeder (1951), surrealistisch kunstenaar
- Aad Meijboom (1951), korpschef Rotterdam-Rijnmond
- Jos Heymans (1951-2023), journalist en parlementair verslaggever
- Jan Breur (1951-2010), wielrenner
- Laila Driessen-Jansen (1953), politica
- Eric Gudde (1954), sportbestuurder, directeur betaald voetbal KNVB, voormalig algemeen directeur Feyenoord
- Caroline Nelissen (1954), schrijfster
- Cor Zonneveld (1954-1997), politicus
- Bas van Noortwijk (1955), voetballer
- René van der Kuil (1956), zwemmer
- Henk Dinkelaar (1957), ondernemer
- Frank Kazenbroot (1958), theoloog
- Rinus Sprong (1959), danser, choreograaf
- Yvonne Buter (1959), hockeyspeelster
- Alexander van Slobbe (1959), modeontwerper
- Anita Heilker (1960), zangeres Dolly Dots
- John de Wolf (1962), voetballer
- Hans Eijkenaar (1963), componist, drummer en producer
- Micky Adriaansens (1964), juriste, bestuurder en politica
- Onno Eichelsheim (1966), generaal; Commandant der Strijdkrachten sinds 2021
- Robin van der Laan (1968), voetballer
- Robert Maaskant (1969), voetballer en voetbaltrainer
- Luuk van Troost (1969), cricketer

## 1970-1989
- Eddie Dix (1970), honkballer
- Pieter Elbers (1970), ondernemer; president-directeur van de KLM
- Sander Janson (1970), televisiepresentator
- Erik Jazet (1971), hockeyinternational en -coach
- Edgar van der Roer (1972), voetballer
- Eric van 't Zelfde (1972), programmamaker
- Rob Cordemans (1974), honkballer
- Eveline Crone (1975), hoogleraar neurocognitieve ontwikkelingspsychologie
- Anne-Marie Jung (1976), actrice en zangeres
- Pepijn Gunneweg  (1976), acteur en presentator
- Jean-Paul van Bilsen (1977), voetballer
- Ali El Khattabi (1977), voetballer
- Danny Koevermans (1978), voetballer
- Maikel Benner (1980), honkballer
- Romano Denneboom (1981), voetballer
- Remko Harms (1981), musicalacteur en zanger
- Joey Roukens (1982), componist
- Elsbeth van Oostrom (1982), paralympisch rolstoelbasketbalster
- Daan van Bunge (1982), cricketer
- Mirjam Maltha (1982), korfbalster
- Michelle Splietelhof (1982), musicalactrice
- Gökhan Saki (1983), kickbokser
- Marlijn Weerdenburg (1983), actrice, zangeres en presentatrice
- Wouter Gudde (1984), commercieel directeur SVB Excelsior, algemeen directeur FC Groningen
- Dennis Romeo van Leeuwen (1984), rapper bekend als Meo
- Nadia Moussaid (1984), tv-presentatrice en programmamaakster
- Rianne Sigmond (1984), roeister
- Jos van Emden (1985), wielrenner
- Joey van der Velden (1987), acteur
- Nouchka Fontijn (1987), boksster
- Doc John (1987), rapper
- Vincent van den Berg (1989), voetballer

## 1990 tot heden
- Xander van Mazijk (1991), bowler
- Kid de Blits (1991), rapper
- Luc Castaignos (1992), voetballer
- Bastiaan Rosman (1993), Nederlandse presentator
- Ferry van Willigen (1993), rapper
- Kelly Dulfer (1994), handbalster
- Britt Eerland (1994), tafeltennisster
- Ahmad Mendes Moreira (1995), voetballer
- Laurens Tromer (1995), tafeltennisser
- Bob Offenberg (1996), zanger
- Sluwe Ollie (1999), rapper
- Sekou Sylla (1999), voetballer
- Obi Raaijmaakers (2000), radio-dj
- Joshua Zirkzee (2001), voetballer

Alkmaar · 
Almelo ·
Almere · 
Alphen-Chaam · 
Alphen aan den Rijn ·
Amersfoort · 
Amstelveen · 
Amsterdam · 
Apeldoorn · 
Arnhem · 
Assen ·
Baarn · 
Bergen op Zoom · 
Bilthoven · 
Bolsward · 
Boxtel · 
Breda · 
Bredevoort · 
Brunssum · 
Bussum · 
Delft ·
Den Haag ·
Den Helder · 
Deurne · 
Deventer · 
Doetinchem ·
Dokkum · 
Dordrecht · 
Drachten · 
Ede · 
Eindhoven · 
Emmen · 
Enschede · 
Franeker · 
Geleen · 
Gouda · 
Groenlo ·
Groningen · 
Haarlem · 
Harlingen ·  
Heemstede · 
Heerenveen · 
Heerlen · 
Helmond · 
Hengelo · 
's-Hertogenbosch · 
Hilversum · 
Hoogeveen · 
Hoorn · 
Horst ·
Kampen · 
Kerkrade · 
Leerdam · 
Leeuwarden · 
Leiden · 
Lelystad · 
Maastricht · 
Meppel ·  
Middelburg  ·
Nijkerk · 
Nijmegen · 
Oldenzaal · 
Ommen · 
Oss · 
Rijswijk (Zuid-Holland) · 
Roosendaal · 
Rotterdam · 
Schiedam · 
Sittard · 
Sittard-Geleen · 
Sneek · 
Soest · 
Stadskanaal · 
Tegelen · 
Tiel · 
Tilburg · 
Urk · 
Utrecht · 
Veenendaal · 
Veghel · 
Venlo · 
Venray · 
Vlaardingen · 
Vlissingen · 
Wageningen · 
Warnsveld · 
Weert · 
Winschoten · 
Woerden · 
Zeist · 
Zierikzee · 
Zoetermeer · 
Zutphen · 
Zwolle